# ОШ „Петар Мећава” Костајница
ОШ „Петар Мећава” је једна од основних школа на подручју општине Костајница. Налази се у Улици Васе Пелагића 2а у Костајници. Име је добила по Петру Мећави учеснику Народноослободилачке борбе и народном хероју Југославије.

## Историјат
У Костајници се настава одвијала у кућама имућнијих грађана до 1888, када је изграђена прва школска зграда и отворена Народна основна школа. Те године школа је имала 60 ученика, у четири одјељења, од првог до четвртог разреда. У вријеме Краљевине Југославије почело је масовније уписивање у школу дјеце из селâ Слабиња, Стригова и Читлук. До почетка Другог свјетског рата школу у Костајници похађала су 2.922 ученика. У вријеме рата, уз кратке прекиде, настава је извођена у породичним кућама Церовића и Перишића, док је школску зграду запосјела њемачка војска. По завршетку рата школска зграда је адаптирана, а
настава је почела 1946. године. Године 1953. школа је прерасла у осмогодишњу, а похађало ју је 367 ученика. Од 1960. носи назив ОШ „Петар Мећава“. У селима Календери, Петриња и Побрђани 1947. отворене су четворогодишње школе, које су до 1966. радиле као самосталне, а тада су припојене матичној школи у Костајници. Школске 1966/67. наставу је похађало 930 ученика, од којих 686 у централној и 244 у подручним школама. Настава се од 1974. одржавала у новој школској згради. С временом се смањивао број ученика у подручним школама, па је 1980. затворена школа у Побрђанима, а 2009. у Календерима. Школа у Костајници је 1991. имала 745 ученика и 32 наставника. Због ратних дешавања, није радила од септембра до децембра 1992. Током Одбрамбено-отаџбинског рата 1992–1995. школска зграда је дјелимично оштећена, а реновирана је 1998. године. Школа је 2008. имала 452 ученика и 31 наставника, а школске 2020/2021. године централна школа у Костајници, са подручном школом у Петрињи, имала је 293 ученика, 28 наставника и по једног вјероучитеља православне и исламске вјеронауке. Школа има спортску салу, спортске терене и школску кухињу. Школска библиотека
садржи око 12.800 књига (2022). Од 1976. школа издаје школски лист „Бистро срце“.